# マクロスFのディスコグラフィ
マクロスFのディスコグラフィ（マクロスフロンティアのディスコグラフィ）では、2008年に放送されたテレビアニメ『マクロスF』および、2009年・2011年に公開されたアニメ映画『劇場版 マクロスF』二部作、2021年に公開された『劇場短編マクロスF 〜時の迷宮〜』に関連して発売されたコンパクトディスク (CD) 、ライブ・ビデオなどについて述べる。

## シングル

### トライアングラー
2008年4月23日に発売された坂本真綾のシングル。表題曲は『マクロスF』の前期オープニングテーマ。カップリング曲は「ことみち」。

### ダイアモンド クレバス／射手座☆午後九時 Don't be late
「ダイアモンド クレバス／射手座☆午後九時 Don't be late」（ダイアモンド クレバス／いてざ ごごくじ ドント ビー レイト）は、May'n がシェリル・ノーム starring May'n名義でリリースした改名後初、通算4作目の両A面シングル。2008年5月8日にJVCエンタテインメントから発売された。
「ダイアモンド クレバス」はテレビアニメ『マクロスF』のエンディングテーマとして菅野よう子が作曲した楽曲である。一方、挿入歌の「射手座☆午後九時Don't be late」は「もってけ〜」のフレーズが発売前から話題を呼んだ。
May'nはシェリルの歌唱を担当するにあたり銀河の歌姫という肩書きに嬉しくもあり難しくもあったという。また「ダイアモンド クレバス」は大切な人との別れを歌う曲なので、ひとつひとつの言葉を感じながら「射手座☆午後九時Don't be late」はライブを想定したときの楽しい気持ちで歌ったと語っている。
オリコン週間シングルチャートでは3位、デイリーチャートは2位を記録。発売週に同作のオープニングテーマ坂本真綾の「トライアングラー」が発売3週目で6位にランクインしており、オープニングテーマとエンディングテーマの同時トップ10入りを記録した。2週目は7位、3週目は10位を記録し、3週連続トップ10にランクインした。
日本レコード協会の2011年4月度有料音楽配信認定で「ダイアモンド クレバス」、「射手座☆午後九時 Don't be late」の着うたフルがゴールド認定された。

#### 収録曲（ダイアモンド クレバス／射手座☆午後九時 Don't be late）
1. ダイアモンド クレバス [5:54]
作詞 - hàl、作曲・編曲 - 菅野よう子
テレビアニメ『マクロスF』前期エンディングテーマ
2. 射手座☆午後九時Don't be late [5:43]
作詞 - 佐藤大、hàl、Gabriela Robin、マイクスギヤマ、作曲・編曲 - 菅野よう子
テレビアニメ『マクロスF』挿入歌
3. ダイアモンド クレバス （without Sheryl）
4. 射手座☆午後九時Don't be late （without Sheryl）

#### カヴァー（ダイアモンド クレバス／射手座☆午後九時 Don't be late）
| アーティスト                  | 編曲者                | リリース日            | 収録CD                                                                                         |
| ダイアモンド クレバス         | ダイアモンド クレバス | ダイアモンド クレバス | ダイアモンド クレバス                                                                          |
| ----------------------------- | --------------------- | --------------------- | ---------------------------------------------------------------------------------------------- |
| 米倉千尋                      | 佐々木聡作            | 2011年03月16日        | アルバム『泣けるアニソン』                                                                     |
| yoshiki*lisa                  |                       | 2012年03月28日        | アルバム『Poche』                                                                              |
| ヒロミ                        |                       | 2016年02月17日        | アルバム『熱烈！ アニソン魂 THE BEST カバー楽曲集 TVアニメシリーズ「マクロスシリーズ」 vol.1』 |
| 美雲ΔJUNNA                    |                       | 2017年01月25日        | アルバム『ワルキューレがとまらない』                                                           |
| 射手座☆午後九時 Don't be late |                       |                       |                                                                                                |
| B.U.S feat.MAKI               |                       | 2009年03月04日        | アルバム『EXIT TRANCE BEST #09』                                                               |

### 星間飛行
2008年6月25日に発売された、ランカ・リー＝中島愛のデビューシングル。カップリング曲は「ねこ日記」「愛・おぼえていますか -デカルチャーエディションsize-」「私の彼はパイロット -MISS MACROSS 2059-」。

### ライオン
2008年8月20日に発売された、May'nと中島愛のデュエットシングル。表題曲は『マクロスF』の後期オープニングテーマ。カップリング曲は同作品の後期エンディングテーマである、シェリル・ノーム starring May'nの「ノーザンクロス」。

### ランカとボビーのSMS小隊の歌 など。
「ランカとボビーのSMS小隊の歌 など。」（ランカとボビーのエスエムエスしょうたいのうた など）は、ランカ・リー&ボビー・マルゴのシングル。2008年12月24日、「シェリルの宇宙兄弟船 など。」と同時に、JVCエンタテインメントから発売された。
ランカ・リー（中島愛）と、マクロス・クォーターの操舵士、ボビー・マルゴ（三宅健太）が『マクロスF』の挿入歌「SMS小隊の歌〜あの娘はエイリアン」をカヴァーした「ランカとボビーのSMS小隊の歌」と、ボビーが『超時空要塞マクロス』に登場するリン・ミンメイの持ち歌「私の彼はパイロット」をカヴァーした「ボビーの私の彼はパイロット〜妄想の彼もパイロット」を収録。ジャケットは紙仕様で、ステッカーが封入されている。

#### 収録曲（ランカとボビーのSMS小隊の歌 など。）
1. ランカとボビーのSMS小隊の歌 [1:00]
  - 歌 - ランカ・リー with ボビー・マルゴ（中島愛、三宅健太）
  - 作詞 - 黒河影次、作曲・編曲 - 菅野よう子
2. ボビーの私の彼はパイロット〜妄想の彼もパイロット [2:31]
  - 歌 - ボビー・マルゴ（三宅健太）
  - 作詞 - 阿佐茜、作曲 - 羽田健太郎、編曲 - 保刈久明、菅野よう子
3. ランカとボビーのSMS小隊の歌（カラオケ）
4. ボビーの私の彼はパイロット〜妄想の彼もパイロット（カラオケ）

### シェリルの宇宙兄弟船 など。
「シェリルの宇宙兄弟船 など。」（シェリルのうちゅうきょうだいぶね など）は、シェリル・ノーム&ボビー・マルゴのシングル。2008年12月24日にJVCエンタテインメントから「ランカとボビーのSMS小隊の歌 など。」と同時に発売された。
シェリル・ノーム（May'n）がゼントラーディの演歌歌手、徳川喜一郎の持ち歌「宇宙兄弟船」をカヴァーした「シェリルの宇宙兄弟船」と、ボビー・マルゴ（三宅健太）が歌う、ランカ・リーの「ニンジーン Loves you year!」と「「超時空飯店 娘々」CMソング」をリミックスした楽曲「ボビーのニンジン等。」を収録している。「ランカとボビーの - 」と同じく、紙仕様のジャケットにステッカーを封入している。

#### 収録曲（シェリルの宇宙兄弟船 など。）
1. シェリルの宇宙兄弟船 [1:53]
  - 歌 - シェリル・ノーム starring May'n
  - 作詞 - 一倉宏、作曲・編曲 - 菅野よう子
2. ボビーのニンジン等。 [1:43]
  - 歌 - ボビー・マルゴ（三宅健太）
  - 作詞 - 吉野弘幸・一倉宏、作曲・編曲 - 菅野よう子
3. シェリルの宇宙兄弟船（カラオケ）
4. ボビーのニンジン等。（カラオケ）

### pink monsoon
「pink monsoon」（ピンク・モンスーン）は、May'n がシェリル・ノーム starring May'n名義でリリースした3作目（通算6作目）のシングル。2009年10月21日にFlyingDogから発売された。
全4曲収録。表題曲「pink monsoon」は、『マクロスF』でMay'nが歌唱パートを担当している「銀河のトップアーティスト、シェリル・ノームのデビュー曲」というコンセプトのもとで制作された。
発売日である10月21日はMay'nの誕生日であり、これが初のバースデーリリースとなる。
『劇場版 マクロスF』の公式サイト内で、デビュー当時のシェリルが出演していたラジオ番組の音源が公開されており、テレビアニメ版とリンクする設定のトークとともに、「pink monsoon」の一部を聴くことができる。
ジャケットには、キャラクターデザイナーの江端里沙によるシェリルのイラストが描かれている。

#### 収録曲（pink monsoon）
1. pink monsoon [4:44]
  - 作詞 - Gabriela Robin、作曲・編曲 - 菅野よう子
  - 『劇場版 マクロスF 虚空歌姫〜イツワリノウタヒメ〜』挿入歌
2. 天使になっちゃった [4:20]
  - 作詞 - Gabriela Robin、作曲・編曲 - 菅野よう子
3. pink monsoon（w/o sheryl）
4. 天使になっちゃった（w/o sheryl）

### CMランカ
「CMランカ」（シーエムランカ）は、ランカ・リー＝中島愛のシングル。2009年12月16日にFlyingDogから発売された。
ランカ・リー＝中島愛名義での3枚目のシングル。劇場版アニメ『劇場版 マクロスF 虚空歌姫〜イツワリノウタヒメ〜』のエンディングテーマや劇中使用楽曲が収録されている。曲の解説は『マクロスF』の作品世界内におけるものとして書かれている。

#### 収録曲（CMランカ）
（全作曲・編曲 - 菅野よう子）
※は劇中でCMソングとして使用。各楽曲の詳細は「ランカ・リー#歌唱曲」を参照。
1. そうだよ。 [4:01]
  - 作詞 - 坂本真綾、Gabriela Robin
  - 『劇場版 マクロスF 虚空歌姫〜イツワリノウタヒメ〜』エンディングテーマ
  - 携帯デバイスのCMソングという設定の曲。
2. スターライト納豆 [1:49] ※
  - 作詞 - 一倉宏
3. ダイナム超合金 [1:32] ※
  - 作詞 - 黒河影次
4. 開拓重機 [1:19] ※
  - 作詞 - 一倉宏
5. だるまゼミナール [0:42] ※
  - 作詞 - 一倉宏
6. ニンジーン Loves you yeah! [1:03] 
  - 作詞 - 一倉宏
  - テレビ版での使用曲。劇場版では未使用。
7. ファミリーマート・コスモス [1:41] ※
  - 作詞 - 一倉宏
8. 恋のドッグファイト（ちょっとだけ） [1:03]
  - 作詞 - 黒河影次

  - 本編未使用。

### 放課後オーバーフロウ
「放課後オーバーフロウ」（ほうかごオーバーフロウ）は、ランカ・リー＝中島愛の2枚目（通算3作目）のシングル。2011年1月26日にFlyingDogから発売された。
表題曲「放課後オーバーフロウ」は、アニメ映画『劇場版 マクロスF 恋離飛翼〜サヨナラノツバサ〜』の主題歌として使用されている。ランカ・リー＝中島愛名義としては、2009年に「CMランカ」をリリースしているが、ナンバリングが付いたものとしては、本作が2作目となる。カップリングでシェリル・ノーム starring May'nがフィーチャリングとして参加している「Get it on-flying rock」は、PlayStation Portable (PSP) 用ソフト『マクロストライアングルフロンティア』の主題歌として採用されている。ジャケットでは、制服姿のランカ・リーが金網に手を触れて泣いている様子が描かれている。
「放課後オーバーフロウ」は『劇場版 マクロスF 恋離飛翼〜サヨナラノツバサ〜』の劇中で使用され、設定上ランカが初めて作詞した曲とされている。作曲者の菅野よう子はその設定を知らずに作ったと語っている。『劇場版 マクロスF』監督の河森正治はテレビ版『マクロスF』制作時の最初の打ち合わせで、この作品について「放課後に別れたら次の日には会えないかもしれない」という世界にしたいといった趣旨の発言をしており、これを思い出した菅野が詞に取り入れ、あえて「王道」を狙ったと述べている。菅野はこの曲の制作段階から「星間飛行」に次ぐヒット曲になる予感があったという。
「Get it on-flying rock」はPlayStation Portable (PSP) 用ゲーム『マクロストライアングルフロンティア』のテーマ曲。『マクロスF』関連の楽曲では初となる全編英語詞のロックナンバー。英詞共作者のTim Jensenは『カウボーイビバップ』や『攻殻機動隊 STAND ALONE COMPLEX』シリーズのサウンドトラックなどで菅野に協力しているアーティストである。『劇場版 マクロスF 恋離飛翼〜サヨナラノツバサ〜』作中では日本語版の「Get it on～光速クライMAX」が使用されている。

#### 収録曲（放課後オーバーフロウ）
（全作詞 - Gabriela Robin、作曲・編曲 - 菅野よう子）
1. 放課後オーバーフロウ [5:30]
  - 歌 - ランカ・リー＝中島愛
2. Get it on-flying rock [4:21]
  - 歌 - ランカ・リー＝中島愛 feat.シェリル・ノーム starring May'n
  - 作詞 - Tim Jensen
3. 放課後オーバーフロウ （w/o ranka lee）
4. Get it on-flying rock （w/o sheryl nome & ranka lee）

### 娘々FIRE!! 〜突撃プラネットエクスプロージョン／ヴァージンストーリー
2012年10月24日に発売された、シェリル・ノーム starring May’n、ランカ・リー＝中島愛、FIRE BOMBERの両A面シングル。2012年10月20日より公開された映画『マクロスFB7 銀河流魂 オレノウタヲキケ！』の主題歌・エンディングテーマ。

### Good job!
「Good job!」（グッジョブ）は、シェリル・ノーム starring May'n / ランカ・リー＝中島愛のシングル。テレビアニメ『マクロスF』の放送10周年を記念し、2018年9月26日に発売された。
表題曲の「Good job!」は、作品世界における銀河アルバイト情報誌「宇宙（スペース）アルバイター」の「CMタイアップソング (?) 」で、2059年の最終決戦が行われるまえに録音されたという設定。2018年1月から2月にかけて東京スカイツリー展望台で催された「MACROSS 35th Anniversary マクロス BLUE MOON SHOW CASE IN TOKYO SKYTREE」で、ミュージックビデオが上映された。
カップリング曲として収録されているランカ・リー＝中島愛のソロ曲「ランカと Brand New Peach」はスマートフォン向けアプリケーションゲーム『歌マクロス スマホDeカルチャー』の1周年を記念した曲で、本シングルのための完全新曲である。同じく収録の「ゴ〜〜ジャス」は2017年に配信されたシェリル・ノーム starring May'nのソロ曲で、本シングルにおいて初のCD収録となった。
2018年8月29日にはYouTubeでミュージックビデオが公開され、『歌マクロス』は同日、東京・大阪の街頭ビジョンで映像を公開し、2018年8月31日より本シングル収録曲のリズムゲームを先行してプレイ可能なゲーム内イベントを開催した。

#### 収録曲（Good job!）
1. Good job! [4:14]
  - 歌 - シェリル・ノーム starring May'n / ランカ・リー＝中島愛
  - 作詞 - Robin Robinson / 作曲・編曲 - 菅野よう子
2. ランカと Brand New Peach [4:00]
  - 歌 - ランカ・リー＝中島愛
  - 作詞 - Robin Robinson / 作曲・編曲 - 菅野よう子
3. ゴ〜〜ジャス [4:18]
  - 歌 - シェリル・ノーム starring May'n
  - 作詞 - Robin Robinson / 作曲・編曲 - 菅野よう子
4. Good job! (w/o Sheryl & Ranka) [4:14]
5. ランカと Brand New Peach (w/o Ranka) [4:00]
6. ゴ〜〜ジャス (w/o Sheryl) [4:13]

### 時の迷宮
「時の迷宮」（ときのめいきゅう）は、ランカ・リー＝中島愛 / シェリル・ノーム starring May'nのシングル。2021年11月10日発売。
表題曲「時の迷宮」はランカ・リー＝中島愛 / シェリル・ノーム starring May'nのデュエット曲。2021年10月公開のアニメ映画『劇場短編マクロスF 〜時の迷宮〜』の主題歌であり、劇中曲として使用されている。作詞・作曲・編曲を手がけた菅野よう子は、話を受けた時点ですでにタイトルや設定は決まっていたといい、短編ということでミュージカルにしようと考え、歌詞も「セリフと歌の中間みたいなイメージ」とした。また、東日本大震災の経験などから、失った人に電話をかけたくなるような気持ちを込めたいと思い、河森からコード番号の設定をもらったと語っている。
カップリング曲の「サクリファイス」はシェリル・ノーム starring May'n / ランカ・リー＝中島愛のデュエット曲で、本シングルのための新曲である。「疲れた心にそっと寄り添い癒してくれるスローナンバー」とされている。
フライングドッグ設立10周年記念ライブ「犬フェス！」で披露された「ライオン」と「Good job!」のミュージックビデオを収録したBlu-ray Discを同梱した限定盤「迷宮保存盤」も発売された。
オリコンチャートでは2021年11月22日付で最高第4位、音楽配信サービス「mora」のハイレゾ楽曲ダウンロードランキングにおいては11月8日から14日の「mora週間ハイレゾベスト10」で第1位を記録した。
「アニメイトタイムズ」が発表した「アニメ映画ソング神曲ランキング2021」では「時の迷宮」が第14位に入った。

#### 収録曲（時の迷宮）
1. 時の迷宮 [7:51]
  - 歌 - ランカ・リー＝中島愛 / シェリル・ノーム starring May'n
  - 作詞 - 菅野よう子・児玉雨子 / 作曲・編曲 - 菅野よう子
2. サクリファイス [4:11]
  - 歌 - シェリル・ノーム starring May'n / ランカ・リー＝中島愛
  - 作詞 - Gabriela Robin / 作曲・編曲 - 菅野よう子
3. 時の迷宮 -movie edition- [7:51]
4. 時の迷宮 (w/o Ranka & Sheryl) [7:51]
5. サクリファイス (w/o Sheryl & Ranka) [4:07]

#### 収録曲（Blu-ray Disc）
1. ライオン（犬フェス！） [5:31]
2. Good job! (MUSIC VIDEO) [4:45]

## アルバム

### マクロスF（フロンティア）O.S.T.1 娘フロ。
『マクロスF（フロンティア）O.S.T.1 娘フロ。』（マクロスフロンティア オリジナルサウンドトラック1 ニャンフロ）は、テレビアニメ『マクロスF』のサウンドトラック第1弾。作曲・編曲は菅野よう子。参加歌手はMay'n、中島愛、坂本真綾。オーケストラ演奏はワルシャワ国立フィルハーモニー管弦楽団。
タイトルの「娘フロ。」とは「娘々（ニャンニャン）フロンティア」の略で、コンセプトは『マクロスF』の舞台である巨大宇宙移民船マクロス・フロンティアに住む娘（こ）たちの流行歌を集めたアルバム。テレビシリーズ前半で使用されているオープニング・エンディングテーマ曲や劇中歌、BGMを収録している。シェリル・ノームとランカ・リーの歌を中心に、全24曲中12曲がヴォーカル曲という構成。クレジットでの歌手名は「シェリル・ノーム starring May'n」「ランカ・リー＝中島愛」。
発売直後に一部店舗で瞬時に完売するなど好セールを記録し、オリコンアルバムチャートではデイリーランキング最高2位（6月3日付）、週間ランキング最高3位（6月19日付）にランクイン。アニメのサウンドトラックとしては『新世紀エヴァンゲリオン』の『THE END OF EVANGELION』以来10年8か月ぶりのトップ3入りとなった。

#### 収録曲（娘フロ。）
ヴォーカル曲は太字で記す。作中設定は『娘フロ。』付属ブックレット13 - 16頁を参照。解説文は作品世界における芸能事務所主宰の「エルモ・クリダニク」と評論家の「カルメン大山下」による対談形式で記されている。
1. Frontier 2059 [3:01]
2. Welcome To My FanClub's Night! (Sheryl On Stage)  [3:45]
  - 歌 - シェリル・ノーム starring May'n
  - 作詞 - hàl / 作曲・編曲 - 菅野よう子
  - （設定）シェリルのコンサートの定番オープニング曲。2058年、シェリルの出身地である大型宇宙移民船マクロス・ギャラクシーでのライブ音源。
  - （解説）第15話の挿入歌。本作収録はライブバージョン (Sheryl On Stage) として観客の声援がミックスされている。
3. What 'bout my star? (Sheryl On Stage) [5:02] 
  - 歌 - シェリル・ノーム starring May'n
  - 作詞 - hàl / 作曲・編曲 - 菅野よう子
  - （設定）2057年7月発売のシェリルの4thシングル。
  - （解説）第1話、第5話、第15話の挿入歌。第15話はシェリルとランカのデュエットバージョン。本作収録はライブバージョン。
4. 射手座☆午後九時Don't be late (Sheryl On Stage) [6:02]
  - 歌 - シェリル・ノーム starring May'n
  - 作詞 - 佐藤大、hàl、マイクスギヤマ、Gabriela Robin  / 作曲・編曲 - 菅野よう子
  - （設定）2058年11月発売のシェリルの5thシングル。ユニバーサルボード17週連続1位を記録した大ヒット曲。
  - （解説）第1話、第7話、第24話の挿入歌。戦闘シーンのテンションを盛り上げるナンバー。「ダイアモンド クレバス」をカップリングとしてシングル発売された。本作収録はライブバージョン。
5. Vital Force [2:47]
6. トライアングラー [4:38]
  - 歌 - 坂本真綾
  - 作詞 - Gabriela Robin / 作曲・編曲 - 菅野よう子
  - （設定）作品世界内の放送局であるMBS系のトレンディドラマ「トライアングラー」の主題歌。ヴォーカルの「サカモトマーヤ」はゼントラーディ人ミュージカル女優。
  - （解説）前期オープニング曲。「マクロスシリーズ」の特徴である三角関係の歯痒さを女性の立場から歌った曲。
7. Zero Hour [3:05]
8. What 'bout my star? @Formo [4:47]
  - 歌 - ランカ・リー＝中島愛、シェリル・ノーム starring May'n
  - 作詞 - hàl / 作曲・編曲 - 菅野よう子
  - （設定）ランカ・リーがマクロスフロンティアのショッピングモール「フォルモ」で行ったゲリラライブの音源。アルバムへの収録を許諾したシェリルがアレンジしたため、後半シェリルのパートが加わる。
  - （解説）第5話、第19話の挿入歌。ランカの歌手デビューのきっかけとなる曲で、原曲とは異なるアイドルポップ風のアレンジ。
9. Innocent green [2:48]
10. アイモ [1:33]
  - 歌 - ランカ・リー＝中島愛
  - 作詞 - Gabriela Robin / 作曲・編曲 - 菅野よう子
  - （設定）過去の記憶を失ったランカが母ランシェ・メイの子守唄として覚えていた歌。
  - （解説）第3話、第8話、第12話、第14話、第21話、第23話、第24話の挿入歌。第14話はランシェ（坂本真綾）とのデュエット。第1話、第7話のエンディングテーマ。『マクロスF』のストーリーの鍵となる歌で、最終第25話でその由来が明らかになる。
11. ビッグ・ボーイズ [1:19]
12. Private Army [2:31]
13. SMS小隊の歌〜あの娘はエイリアン [1:01]
  - 歌 - SMSのみなさん
  - 作詞 - 黒河影次 / 作曲・編曲 - 菅野よう子
  - （設定）主人公の早乙女アルトらが所属する民間軍事プロバイダSMSの隊歌。
  - （解説）作詞の「黒河影次」は河森正治総監督のペンネーム。『マクロスF』のライブでは客出しの曲に使われ、観客が合唱することもある。
14. ニンジーン Loves you yeah! [1:02]
  - 歌 - ランカ・リー＝中島愛
  - 作詞 - 一倉宏 / 作曲・編曲 - 菅野よう子
  - （設定）巨大野菜「七色ニンジン」の販促キャンペーンソング。ランカがショッピングモール「フォルモ」での営業で、全身タイツにニンジンの被り物という姿で歌う。
  - （解説）第8話の挿入歌。
15. 「超時空飯店 娘々」CMソング (Ranka Version) [0:24]
  - 歌 - ランカ・リー＝中島愛
  - 作詞 - 吉野弘幸 / 作曲・編曲 - 菅野よう子
  - （設定）ランカのアルバイト先、中華料理店「娘々」のチェーン店CMソング。もとはお笑い芸人「リン・ミンメエ」が歌うバージョンだったが、歌手デビューしたランカのものに差し替えられた。
  - （解説）第1話アイキャッチがミンメエ版。第11話、第15話がランカ版。「娘々」のCMは『超時空要塞マクロス』、『マクロス7』のアルバムに続き3本目となる。ローカルCMをイメージしており、CM分野で活躍する菅野は歌詞が届いて1秒後に完成させたという[35]。
16. Alto's Theme [2:03]
17. TALLY HO! [4:33]
18. The Target [5:53]
19. Bajura - [2:13]
20. キラキラ [2:37]
21. アイモ〜鳥のひと [3:36]
  - 歌 - ランカ・リー＝中島愛
  - 作詞 - Gabriela Robin、坂本真綾 / 作曲・編曲 - 菅野よう子
  - （設定）ランカがマオ・ノーム役で出演した映画「BIRD HUMAN -鳥の人-」のエンディングテーマ。
  - （解説）『マクロス ゼロ』で描かれている事件を再現した劇中劇という設定の第10話エンディングテーマ。映画音楽風のアレンジで、後半部分は坂本真綾が作詞した。
22. Take Off [1:49]
23. インフィニティ [4:08]
  - 歌 - シェリル・ノーム starring May'n
  - 作詞 - 岩里祐穂 / 作曲・編曲 - 菅野よう子
  - （設定）2057年発売のシェリルの3rdシングル。ユニバーサルボードで8週連続1位を記録。
  - （解説）第7話、第15話の挿入歌。第7話はシェリルとランカのデュエットバージョン(娘たま♀収録)。
24. ダイアモンド クレバス [5:58]
  - 歌 - シェリル・ノーム starring May'n
  - 作詞 - hàl / 作曲・編曲 - 菅野よう子
  - （設定）2057年発売のアルバム収録曲。
  - （解説）前期エンディングテーマ。「射手座☆午後九時 Don't be late」とのカップリングでシングル発売された。強さと弱さを滲ませるラブバラード。

### マクロスF（フロンティア）O.S.T.2 娘トラ☆
『マクロスF（フロンティア）O.S.T.2 娘トラ☆』（マクロスフロンティア オリジナルサウンドトラック2 ニャントラ）は、テレビアニメ『マクロスF』のサウンドトラック第2弾。作曲・編曲は菅野よう子。参加歌手はMay'n、中島愛、坂本真綾。オーケストラ演奏はワルシャワ国立フィルハーモニー管弦楽団。
タイトルの「娘トラ☆」は「娘々サウンドトラック」の略。

#### 収録曲（娘トラ☆）
ヴォーカル曲は太字で記す。曲の設定については『娘トラ☆』付属ブックレットの13 - 16頁を参照。解説文の形式は『娘フロ。』と同様。
1. Prologue F [1:40]
2. ノーザンクロス [4:53]
  - 歌 - シェリル・ノーム starring May'n
  - 作詞 - 岩里祐穂、Gabriela Robin / 作曲・編曲 - 菅野よう子
  - （設定）休業状態に追い込まれていたシェリルの復活ソング第3弾。
  - （解説）テレビシリーズの後期エンディングテーマ。第22話、第25話挿入歌。
3. トライアングラー (fight on stage) [5:00]
  - 歌 - ランカ・リー＝中島愛、シェリル・ノーム starring May'n
  - 作詞 - Gabriela Robin / 作曲・編曲 - 菅野よう子
  - （解説）第25話エンディングテーマ。前期オープニングテーマのカヴァー曲で、デュエット用に歌詞が一部異なる。
4. High School Life [1:18]
5. トランスフォーメーション [2:29]
6. アナタノオト [5:02]
  - 歌 - ランカ・リー＝中島愛
  - 作詞 - 真名杏樹 / 作曲・編曲 - 菅野よう子
  - （設定）フロンティア船団の超長距離フォールド成功を祝した「アイモ記念日」のライブに合わせたシングル。
  - （解説）第19話、第20話、第25話挿入歌。
7. Test Flight Delight [2:18]
8. 星間飛行 [3:54]
  - 歌 - ランカ・リー＝中島愛
  - 作詞 - 松本隆 / 作曲・編曲 - 菅野よう子
  - （設定）惑星ガリア4で披露され、ランカにとって最大のヒット曲となる。決め台詞とポーズはフロンティア船団で大流行する。
  - （解説）第12話、第15話、第17話 - 第19話挿入歌。第17話オープニングテーマ。
9. イヌミミランカ [1:47]
10. 妖精 [5:16]
  - 歌 - シェリル・ノーム starring May'n
  - 作詞 - 真名杏樹、Gabriela Robin / 作曲・編曲 - 菅野よう子
  - （設定）シェリルが歌手として復帰した直後に発表した、復活ソング第2弾。以前とは異なり、秘めた弱さを吐露する内容となっている。
  - （解説）第22話挿入歌。
11. 追憶のトランペット [1:36]
12. 真空のダイアモンドクレバス [5:03]
  - 歌 - シェリル・ノーム starring May'n
  - 作詞 - hàl / 作曲・編曲 - 菅野よう子
  - （設定）「ダイアモンド クレバス」のセルフカヴァー。「アイモ記念日」に起こったバジュラの大量発生時、シェルターに避難した人々のために歌う。
  - （解説）第20話挿入歌・エンディングテーマ。
13. 愛・おぼえていますか〜bless the little queen [4:29]
  - 歌 - ランカ・リー＝中島愛
  - 作詞 - 安井かずみ / 作曲 - 加藤和彦 / 編曲 - 菅野よう子
  - （設定）バジュラ本星の決戦で、グレイス・オコナーに操られたランカが歌う。
  - （解説）第24話、第25話挿入歌。
14. 蒼のエーテル [3:47]
  - 歌 - ランカ・リー＝中島愛
  - 作詞 - 坂本真綾 / 作曲・編曲 - 菅野よう子
  - （設定）バジュラ戦役終結後に発表された、別れを歌うバラード。
  - （解説）第21話挿入歌・エンディングテーマ。
15. is this LOVE? [2:30]
16. shadow of Michael [3:46]
17. アイモ O.C. [4:41]
  - 歌 - ランカ・リー＝中島愛
  - 作詞 - 坂本真綾、Gabriela Robin / 作曲 - 菅野よう子 / 編曲 - 保刈久明、菅野よう子
  - （設定）グレイス・オコナーがプロデュースした「アイモ」のアレンジ曲。対バジュラ作戦「ランカ・アタック」で使用される。
  - （解説）第16話、第18話、第20話挿入歌。
18. Battle Frontier [6:03]
19. 娘々サービスメドレー [7:28]
  - 歌 - シェリル・ノーム starring May'n、ランカ・リー＝中島愛、坂本真綾（蘭雪）
  - 編曲 - 菅野よう子
  - （設定）バジュラ戦役の最終戦、バジュラ本星へのアイランド1降下作戦でシェリルとランカが歌うメドレーの録音。
  - （解説）第25話挿入歌。曲順は、 「ライオン」（作詞 - Gabriela Robin / 作曲 - 菅野よう子） →「インフィニティ」（作詞 - 岩里祐穂 / 作曲 - 菅野よう子） →「私の彼はパイロット」（作詞 - 阿佐茜 / 作曲 - 羽田健太郎） →「ダイアモンド クレバス」（作詞 - hàl / 作曲 - 菅野よう子） →「星間飛行」（作詞 - 松本隆 / 作曲 - 菅野よう子） →「What 'bout my star?」（作詞 - hàl / 作曲 - 菅野よう子） →「ライオン」（コーラスに「What 'bout my star?」） →「愛・おぼえていますか」（作詞 - 安井かずみ / 作曲 - 加藤和彦） →「ライオン」（コーラスに「愛・おぼえていますか」） →「アイモ」（作詞 - Gabriela Robin / 作曲 - 菅野よう子）
20. プロトカルチュア [1:35]

### マクロスF（フロンティア）VOCAL COLLECTION 娘たま♀
『マクロスF（フロンティア）VOCAL COLLECTION 娘たま♀』（マクロスフロンティア ボーカルコレクション ニャンたま）は、テレビアニメ『マクロスF』のボーカルアルバム。2008年12月3日にFlyingDogが発売した。
作中で使用された主題歌や挿入歌を収録したオリジナルアルバム。

#### 収録曲（娘たま♀）
本アルバムが初収録の曲、バージョンは太字で記す。

##### DISC1
1. トライアングラー
  - 歌 - 坂本真綾
  - 作詞 - Gabriela Robin、作曲・編曲 - 菅野よう子
2. What 'bout my star? @Formo
  - 歌 - ランカ・リー＝中島愛、シェリル・ノーム starring May'n
  - 作詞 - hàl 作曲・編曲 - 菅野よう子
3. アイモ
  - 歌 - ランカ・リー＝中島愛
  - 作詞 - Gabriela Robin、作曲・編曲 - 菅野よう子
4. ダイアモンド クレバス〜展望公園にて
  - 歌 - シェリル・ノーム starring May'n、ランカ・リー＝中島愛
  - 作詞 - hàl、作曲・編曲 - 菅野よう子
5. Welcome To My FanClub's Night!
  - 歌 - シェリル・ノーム starring May'n
  - 作詞 - hàl、作曲・編曲 - 菅野よう子
6. 射手座☆午後九時 Don't be late
  - 歌 - シェリル・ノーム starring May'n
  - 作詞 - 佐藤大、hàl、マイクスギヤマ、Gabriela Robin、作曲・編曲 - 菅野よう子
7. What 'bout my star?
  - 歌 - シェリル・ノーム starring May'n
  - 作詞 - hàl、作曲・編曲 - 菅野よう子
8. インフィニティ #7
  - 歌 - シェリル・ノーム starring May'n、ランカ・リー＝中島愛
  - 作詞 - 岩里祐穂、作曲・編曲 - 菅野よう子
  - （解説）第7話の挿入歌でシェリルとランカのデュエットバージョン。
9. 「超時空飯店 娘々」CMソング（Ranka Version）
  - 歌 - ランカ・リー＝中島愛
  - 作詞 - 吉野弘幸、作曲・編曲 - 菅野よう子
10. 星間飛行
  - 歌 - ランカ・リー＝中島愛
  - 作詞 - 松本隆、作曲・編曲 - 菅野よう子
11. 私の彼はパイロット
  - 歌 - ランカ・リー＝中島愛
  - 作詞 - 阿佐茜、作曲 - 羽田健太郎、編曲 - 保刈久明、菅野よう子
12. ねこ日記
  - 歌 - ランカ・リー＝中島愛
  - 作詞 - 一倉宏、作曲・編曲 - 菅野よう子
13. ニンジーン Loves you yeah!
  - 歌 - ランカ・リー＝中島愛
  - 作詞 - 一倉宏、作曲・編曲 - 菅野よう子
14. 宇宙兄弟船
  - 歌 - 徳川喜一郎
  - 作詞 - 一倉宏、作曲・編曲 - 菅野よう子
15. SMS小隊の歌〜あの娘はエイリアン
  - 歌 - SMSのみなさん
  - 作詞 - 黒河影次、作曲・編曲 - 菅野よう子
16. アイモ O.C.
  - 歌 - ランカ・リー＝中島愛
  - 作詞 - 坂本真綾、Gabriela Robin、作曲 - 菅野よう子、編曲 - 保刈久明、菅野よう子
17. アイモ〜鳥のひと
  - 歌 - ランカ・リー＝中島愛
  - 作詞 - Gabriela Robin、坂本真綾、作曲・編曲 - 菅野よう子
18. 愛・おぼえていますか
  - 歌 - ランカ・リー＝中島愛
  - 作詞 - 安井かずみ、作曲 - 加藤和彦、編曲 - 菅野よう子
19. ダイアモンド クレバス
  - 歌 - シェリル・ノーム starring May'n
  - 作詞 - hàl、作曲・編曲 - 菅野よう子
20. アイモ〜こいのうた〜
  - 歌 - 坂本真綾（蘭雪）

##### DISC2
1. ライオン
  - 歌 - シェリル・ノーム starring May'n、ランカ・リー＝中島愛
  - 作詞 - Gabriela Robin、作曲・編曲 - 菅野よう子
2. ダイアモンド クレバス 50/50
  - 歌 - ランカ・リー＝中島愛、シェリル・ノーム starring May'n
  - 作詞 - hàl、作曲・編曲 - 菅野よう子
3. シェリルのアイモ
  - 歌 - シェリル・ノーム starring May'n
  - 作詞 - Gabriela Robin、作曲・編曲 - 菅野よう子
4. 妖精
  - 歌 - シェリル・ノーム starring May'n
  - 作詞 - 真名杏樹、作曲・編曲 - 菅野よう子
5. ノーザンクロス
  - 歌 - シェリル・ノーム starring May'n
  - 作詞 - 岩里祐穂、作曲・編曲 - 菅野よう子
6. ブレラと子ランカのアイモ
  - 歌 - ランカ・リー＝中島愛
  - 作詞 - Gabriela Robin、作曲・編曲 - 菅野よう子
7. アナタノオト
  - 歌 - ランカ・リー＝中島愛
  - 作詞 - 真名杏樹、作曲・編曲 - 菅野よう子
8. 蒼のエーテル
  - 歌 - ランカ・リー＝中島愛
  - 作詞 - 坂本真綾、作曲・編曲 - 菅野よう子
9. 愛・おぼえていますか 〜bless the little queen
  - 歌 - ランカ・リー＝中島愛
  - 作詞 - 安井かずみ、作曲 - 加藤和彦、編曲 - 菅野よう子
10. 娘々スペシャルサービスメドレー（特盛り）
  - 歌 - シェリル・ノーム starring May'n、ランカ・リー＝中島愛
  - 編曲 - 菅野よう子
  - 「ライオン」 →「インフィニティ」 →「私の彼はパイロット - MISS MACROSS 2059」 →「ダイアモンド クレバス」 →「星間飛行」 →「What 'bout my star?」 →「射手座☆午後九時 Don't be late」 →「トライアングラー」 →「アナタノオト」 →「アイモ」 →「What 'bout my star?」 →「ライオン」 →「愛・おぼえていますか」 →「ライオン」（コーラスに「愛・おぼえていますか」）
11. トライアングラー（fight on stage）
  - 歌 - ランカ・リー＝中島愛、シェリル・ノーム starring May'n
  - 作詞 - Gabriela Robin、作曲・編曲 - 菅野よう子
12. 母と子ランカのアイモ
  - 歌 - 坂本真綾（蘭雪）、ランカ・リー＝中島愛
  - 作詞 - Gabriela Robin、作曲・編曲 - 菅野よう子

### ユニバーサル・バニー
『ユニバーサル・バニー』は、シェリル・ノーム starring May'nのミニ・アルバム。2009年11月25日にFlyingDogから発売された。
シェリル・ノーム starring May'n名義では初であり、通算では2作目となるミニアルバム。劇場版アニメ『マクロスF 虚空歌姫〜イツワリノウタヒメ〜』の劇中使用楽曲やイメージ・ソングが収録される。表題曲「ユニバーサル・バニー」は予告編や告知CMですでに使用されているほか、「pink monsoon」は先行シングルとして発売された。ほかの『マクロスF』関連のCDと同様、ブックレットでは曲の解説が『マクロスF』の作品世界でのものとして書かれている。
May'nの1枚目のオリジナルアルバム『Styles』が本作と同時リリースされた。

#### 収録曲（ユニバーサル・バニー）
（全作曲・編曲 - 菅野よう子）
1. ユニバーサル・バニー [5:57]
  - 作詞 - しほり、PA-NON、Gabriela Robin 作曲・編曲 - 菅野よう子
  - 劇場版『マクロスF 虚空歌姫〜イツワリノウタヒメ〜』挿入歌
2. pink monsoon [4:43]
  - 作詞 - Gabriela Robin
  - 劇場版『マクロスF 虚空歌姫〜イツワリノウタヒメ〜』挿入歌
3. ギラギラサマー(^ω^)ノ [5:01]
  - 作詞 - Gabriela Robin・富永恵介
4. イゾラド [4:40]
  - 作詞 -山田稔明
5. 会えないとき [2:34]
  - 作詞 - Gabriela Robin
6. 永遠 [4:21]
  - 作詞 - Gabriela Robin
7. オベリスク [4:48]
  - 作詞 -Gabriela Robin
  - 劇場版『マクロスF 虚空歌姫〜イツワリノウタヒメ〜』挿入歌
8. 天使になっちゃった（universal version） [4:42]
  - 作詞 - Gabriela Robin

### cosmic cuune
『cosmic cuune』（コズミック・キューン）は、シェリル・ノーム starring May'n、ランカ・リー=中島愛ほかによるミニアルバム。 2010年11月24日にFlyingDogから発売された。
シェリル・ノーム starring May'n名義では2作目、通算では3作目となるミニアルバムで、劇場版アニメ『劇場版 マクロスF 恋離飛翼〜サヨナラノツバサ〜』の公開を記念したクリスマスソングアルバム。3曲目に収録されている「星間イヴ」は、「星間飛行」をクリスマス風にアレンジしたもの。

#### 収録曲（cosmic cuune）
（全作曲・編曲 - 菅野よう子）
1. Songbird [5:12]
  - 歌 - ランカ・リー＝中島愛
  - 作詞 - 銀色夏生
2. サイレントでなんかいられない [4:46]
  - 歌 - シェリル・ノーム starring May'n & ランカ・リー＝中島愛
  - 作詞 - 一倉宏
3. 星間イヴ（星間飛行 christmas ver.） [5:28]
  - 歌 -ランカ・リー＝中島愛 & シェリル・ノーム starring May'n
  - 作詞 - 松本隆
4. ランカの「くつしたのうた。」 [4:49]
  - 歌 -ランカ・リー＝中島愛
  - 作詞 - Gabriela Robin
5. リーベ〜幻の光 [4:55]
  - 歌 - シェリル・ノーム starring May'n
  - 作詞 - 岩里祐穂
6. ふなのり [5:06]
  - 歌 -シェリル・ノーム starring May'n
  - 作詞 - Gabriela Robin
7. Merry Christmas without You [6:11]
  - 歌 - シェリル・ノーム starring May'n、ランカ・リー＝中島愛、frontier stars （アルト（中村悠一）、シェリル（遠藤綾）、ミシェル（神谷浩史）、クラン（豊口めぐみ）、ボビー（三宅健太）、モニカ（田中理恵）、ラム（福原香織））
  - 作詞 - 山田稔明
8. タブレット [5:00]
  - 歌 - シェリル・ノーム starring May'n & ランカ・リー＝中島愛
  - 作詞 - Gabriela Robin

### 劇場版マクロスF サヨナラノツバサ netabare album the end of "triangle"
『劇場版マクロスF サヨナラノツバサ netabare album the end of "triangle"』（げきじょうばんマクロスフロンティア サヨナラノツバサ ネタバレアルバム ジ エンド オブ トライアングル）は、シェリル・ノーム starring May'n、ランカ・リー＝中島愛のアルバム。2011年3月9日にflying DOGから発売された。
劇場版アニメ『劇場版 マクロスF 恋離飛翼〜サヨナラノツバサ〜』の作中で使用されている歌やBGMに加え、アルバム未収録曲やアレンジ曲を収録している。『マクロスF』関連のアルバムでは通算6枚目となる。作曲・編曲は菅野よう子、参加歌手はシェリル・ノーム starring May'n、ランカ・リー＝中島愛。オーケストラ演奏はワルシャワ国立フィルハーモニー管弦楽団。
ジャケットイラストは、主人公の早乙女アルト。『マクロスF』関連のCDでは初めて男性キャラクター単独のジャケットとなる。
「netabare album（ネタバレアルバム）」というタイトルについて、プロデューサーの菅野は「サウンドトラックでもボーカルコレクションでもない、わたしが付けた新しいジャンルです（笑）」と述べている。映画を観る前に聴くと内容が分かってしまうかもしれない、という警告の意味があるが、全部が分かるわけではないので、想像しながら聴いてほしいとしている。『サヨナラノツバサ』の監督である河森正治は、アルバムを「聴いて歌や歌詞を含めて耳に馴染ませてから観ると、観え方が大きく変わるように設計したつもりです」と述べている。
アルバム収録曲のうち、映画本編で歌手シェリル・ノームとランカ・リーが歌うのは11曲。ランカのソロ曲とふたりのデュエット曲を中心として、本編の展開に沿った曲順で収録されている。ラストナンバーの「ダイアモンド クレバス〜thank you, Frontier」はアルバム用で、本編ではオリジナルが使用されている。
「Get it on」「恋はドッグファイト」は映画前編『イツワリノウタヒメ』のころに用意された歌だったが、完結編のライブシーンで使用されている。「Get it on〜光速クライmax」はPSPゲーム『マクロストライアングルフロンティア』（2011年）のテーマ曲「Get it on-flying rock」の日本語バージョン。「恋はドッグファイト」はOVA『娘クリ Nyan×2 Music Clip』（2010年）に収録されている。「放課後オーバーフロウ」は、ランカ・リー＝中島愛の2枚目のシングルとして先行発売された。
エンディングテーマの2曲「ホシキラ」「dシュディスタb」は、菅野がコンセプトアルバム『cosmic cuune』（2010年）制作後に書き下ろした。それまではテレビ版の「蒼のエーテル」「What 'bout my star?」をエンディングに流す予定だった。
「星間飛行（LIVE in アルカトラズ）」「ダイアモンド クレバス～thank you,Frontier」は、2010年12月の「超時空スーパーライブ Merry Christmas without You」で演奏したライブバージョンを改めてスタジオ録音している。

#### 収録曲（the end of "triangle"）
ヴォーカル曲は太字で記す。
1. 禁断のエリクシア [5:17]
  - 歌 - シェリル・ノーム starring May'n
  - 作詞 - Gabriela Robin / 作曲・編曲 - 菅野よう子
2. the isle of mayan [1:31]
  - 作曲・編曲 - 菅野よう子
3. 虹いろ・クマクマ[注 2] [4:52]
  - 歌 - ランカ・リー＝中島愛
  - 作詞 - Gabriela Robin / 作曲・編曲 - 菅野よう子
4. 恋はドッグファイト（FIRST LIVE in アトランティスドーム） [5:08]
  - 歌 - ランカ・リー＝中島愛
  - 作詞 - 黒河影次 / 作曲・編曲 - 菅野よう子
5. アイ君と私 [1:32]
  - 作曲・編曲 - 菅野よう子
6. 星間飛行（LIVE in アルカトラズ） [4:14]
  - 歌 - ランカ・リー＝中島愛
  - 作詞 - 松本隆 / 作曲・編曲 - 菅野よう子
7. Get it on〜光速クライmax [4:20]
  - 歌 - シェリル・ノーム starring May'n & ランカ・リー＝中島愛
  - 作詞 - Gabriela Robin、Tim Jensen / 作曲・編曲 - 菅野よう子
8. ねじれトラウマ [2:46]
  - 作曲・編曲 - 菅野よう子
9. 島アイモ [1:34]
  - 歌 - ランカ・リー＝中島愛
  - 作詞 - Gabriela Robin / 作曲・編曲 - 菅野よう子
10. 放課後オーバーフロウ [5:30]
  - 歌 - ランカ・リー＝中島愛
  - 作詞 - Gabriela Robin / 作曲・編曲 - 菅野よう子
11. ワイルダーズ [2:14]
  - 作曲・編曲 - 菅野よう子
12. 娘々Final Attack フロンティア グレイテスト☆ヒッツ! [7:30]
  - 歌 - シェリル・ノーム starring May'n & ランカ・リー＝中島愛
  - 作詞 - Gabriela Robin / 作曲・編曲 - 菅野よう子（「ノーザンクロス」「虹いろ・クマクマ」「ライオン」「オベリスク」）
  - 作詞 - しほり、PA-NON、Gabriela Robin / 作曲・編曲 - 菅野よう子（「ユニバーサル・バニー」）
  - 作詞 - 安井かずみ / 作曲 加藤和彦（「愛・おぼえていますか」）
13. サヨナラノツバサ〜the end of triangle [7:19]
  - 歌 - シェリル・ノーム starring May'n & ランカ・リー＝中島愛
  - 作詞 - Gabriela Robin、河森正治 / 作曲・編曲 - 菅野よう子（「サヨナラノツバサ」）
  - 作詞 - Gabriela Robin / 作曲・編曲 - 菅野よう子（「アイモ」「放課後オーバフロウ」）
14. ホシキラ [4:44]
  - 歌 - ランカ・リー＝中島愛
  - 作詞 - Gabriela Robin / 作曲・編曲 - 菅野よう子
15. dシュディスタb [5:39]
  - 歌 - シェリル・ノーム starring May'n & ランカ・リー=中島愛
  - 作詞 - hàl / 作曲・編曲 - 菅野よう子
  - 声の出演 - 遠藤綾（シェリル・ノーム）、中島愛（ランカ・リー）
  - シェリルコール & ランカコール - ギラサマ2011
16. F refrain [2:58]
  - コーラス - ランカ・リー＝中島愛
  - 作曲・編曲 - 菅野よう子（「F reflain」）
  - 作詞 - 安井かずみ / 作曲 - 加藤和彦 （「愛・おぼえていますか」）
17. ダイアモンド クレバス〜thank you,Frontier [6:39]
  - 歌 - シェリル・ノーム starring May'n
  - 作詞 - hàl / 作曲・編曲 - 菅野よう子

#### 楽曲解説（the end of "triangle"）
ソロ曲についてはリンク先を参照。
禁断のエリクシア
シェリル・ノーム starring May'nのソロ曲。テーマは錬金術。

虹いろ・クマクマ
ランカ・リー＝中島愛のソロ曲。テーマは魔法少女。

恋はドッグファイト（FIRST LIVE in アトランティスドーム）
ランカ・リー＝中島愛のソロ曲。シングル「CMランカ」収録曲のフルバージョン。

星間飛行（LIVE in アルカトラズ）
ランカ・リー＝中島愛のソロ曲。「星間飛行」のアレンジ版。

Get it on〜光速クライmax
シェリル・ノーム starring May'n & ランカ・リー＝中島愛のデュエット曲。シングル「放課後オーバーフロウ」収録曲の日本語版。アルカトラズからの脱獄シーンで使用される。前編『イツワリノウタヒメ』の時点で作られていたが、監督の河森正治は完結編用にとっておいてほしいと注文しており、この日本語版は完結編に合わせて作られた。菅野は「シェリルとランカが元気に次のステージへ、みたいな爽快で希望のある曲」としている。劇中用に別バージョンが録音されており、May'nは収監されていて喉の調子が万全ではないシェリルの歌声を表現した。

島アイモ
ランカ・リー＝中島愛のソロ曲。「アイモ」のアレンジ版。

放課後オーバーフロウ
ランカ・リー＝中島愛のソロ曲。

娘々Final Attack フロンティア グレイテスト☆ヒッツ！
シェリル・ノーム starring May'n & ランカ・リー＝中島愛のデュエット曲。「ノーザンクロス」「虹いろ・クマクマ」「ライオン」「愛・おぼえていますか」「ユニバーサル・バニー」「オベリスク」のメドレー。
河森は菅野にシェリルのアカペラから入りたいと伝えたところ「ノーザンクロス」を提案され、シナリオや絵コンテの段階での尺から何度もブラッシュアップしていった曲だと述べている。菅野は、「バラードにならなそうな歌でもバラードにできる」という話をして河森にピアノで聴かせ、「ノーザンクロス」のバラードをどこかに入れることを狙っていたという。「ノーザンクロス」の直後に「虹いろ・クマクマ」「ライオン」と大きく転換してゆくが、菅野はそうしないと「映像の展開の早さに追いつかない」と述べている。「この詞の世界観で終わりたい」ということで、ラストには「オベリスク」が選ばれた。
サヨナラノツバサ〜the end of triangle
シェリル・ノーム starring May'n & ランカ・リー＝中島愛のデュエット曲。『サヨナラノツバサ』における最後の決戦場面で使用されている。
2010年12月25日より公開された『サヨナラノツバサ』の予告編（BD/DVD映像特典として収録）で解禁された曲で、河森は「まさにこの映画の主題歌となる曲です」と紹介している。
菅野は河森から「バルキリー」には伝説の戦士の魂を運ぶという意味があると聞いて歌詞に織り込み、雰囲気やアレンジはシェリルとランカが「自分のツバサ」と引き換えにした「人生の選択のまっただ中にいる乙女たちの話」と捉えてまとめたが、映画を観て「ツバサのほんとうの意味」がわかったという。これまでMay'nと中島のデュエット曲には「掛け合い」がなかったので、菅野は本曲で両者に「ガチンコでバトルをしてほしかった」といい、声の伸びや高音の限界に挑戦させたと語っている。
アイティメディアが運営するウェブサイト「ねとらぼ調査隊（ねとらぼリサーチ）」が実施している「『マクロスF』で好きな楽曲は？」というアンケートでは、2021年に本曲が第1位に選ばれた。2021年7月から9月にかけて開催された「超時空コラボ歌選挙!!!!!!!」では、「ワルキューレに歌ってほしい『マクロスF』ソング」で本曲が第1位に選ばれ、『マクロス40周年記念超時空コラボアルバム デカルチャー!! ミクスチャー!!!!!』に収録された。
ホシキラ
ランカ・リー＝中島愛のソロ曲。『サヨナラノツバサ』のエンディングテーマ。

dシュディスタb
シェリル・ノーム starring May'n & ランカ・リー＝中島愛のデュエット曲。『サヨナラノツバサ』のエンディングテーマ。
クリスマスアルバム『cosmic cuune』制作後、菅野が「ホシキラ」とともに追加制作した曲。菅野は自分のなかで「シェリルが『射手座─』などで銀河をブイブイ言わせてたころ書いた曲」としており、シェリルがライブのアンコールでゲストにランカを呼んで一緒に歌っている雰囲気を出した。菅野は「過去の歌なのか、未来の歌なのか時代が読めない感じにしたかった」といい、「What 'bout my star?」の作詞をしたhàlに、「『射手座』の頃のシェリルの感じを出してほしい」「ヤンキーシェリルの感じを出してほしい」という注文を出したという。ライブという設定からMCの台詞も入れており、菅野は「もしかしたら映画のラストの何年か後に、シェリルとランカが一緒に歌っているときの歌なのかなと思ってもらってもいいように。希望や含みのあるエンディングにしました」とコメントしている。
「dシュディスタb」はMay'nのタイトル案を採用しており、シュディスタは「Shooting Star」（流れ星）の略、dとbは顔文字の「d(^o^) (^o^)b」を表している。シェリルとランカがそれぞれ親指を立てているイメージである。
2014年5月15日に発売された『劇場版マクロスF 30th dシュディスタb BOX』では、「dシュディスタb」の部分に全編3次元コンピュータグラフィックスで制作されたライブムービーが追加されている。
2024年11月23日に開催されたイベント「超時空ファンクラブ マクロス魂 ミーティング 2024.11.23 〜あたし達はシェリル……シェリル・ノームよ。こんなバースデイめったにしないんだからね！〜」では、May'nと遠藤によるデュエットで「ddシュディスタ」を披露した。
F refrain
テレビ版の後期に作られた、「シェリルが落ちぶれて雨に濡れながらトボトボと歩いていると、街角からランカの歌が聴こえてくる」という設定にもとづく曲で、ランカ・リー＝中島愛の「愛・おぼえていますか」が使用されており、シェリルが現実を受け入れ、ランカの人生が続いていくことを表現している。
ダイアモンド クレバス〜thank you,Frontier
シェリル・ノーム starring May'nのソロ曲。「ダイアモンド クレバス」のアレンジ版。

### マクロス30周年記念 超時空デュエット集 娘コラ×
『マクロス30周年記念 超時空デュエット集 娘コラ×』（マクロスさんじゅっしゅうねんきねん ちょうじくうデュエットしゅう ニャンコラ）は、シェリル・ノーム starring May'n、ランカ・リー＝中島愛ほかによるデュエットアルバム。2014年3月26日にFlyingDogより発売された。
『マクロスF』のキャラクターを中心に、歴代シリーズ作品のキャラクターを加えたデュエット曲を収録している。このうち、「REMEMBER 16」「ランナー（大クランバージョン）」は2013年「一番くじプレミアム マクロスF」の「D賞 ミュージックCDコレクション」から、「0-G Love」「小白竜」はドラマCD『娘ドラ◎』からの再録。「突撃ラブハート（ボビー非乱入バージョン）」は『娘ドラ◎』収録曲のボビー・マルゴ（三宅健太）が参加しないバージョン。「Friends -時空を越えて-」は、1997年に『超時空要塞マクロス』の放送15周年を記念して発売された同名のシングルから収録したもの。

#### 収録曲（娘コラ×）
1. REMEMBER 16
  - 歌 - 熱気バサラ（福山芳樹）×ランカ・リー＝中島愛
  - 作詞 - K.INOJO / 作曲 - 河内淳貴 / 編曲 - シライシ紗トリ
2. 恋のバナナムーン
  - 歌 - ルカ・アンジェローニ（福山潤）×松浦ナナセ（桑島法子）
  - 作詞 - 横山武 / 作曲 - 原一博 / 編曲 - シライシ紗トリ
3. ランナー（大クランバージョン）
  - 歌 - ミハエル・ブラン（神谷浩史）×クラン・クラン（豊口めぐみ）
  - 作詞 - 阿佐茜 / 作曲 - 羽田健太郎 / 編曲 - 岩崎文紀
4. 宇宙夫婦船
  - 歌 - ジェフリー・ワイルダー（大川透）×モニカ・ラング（田中理恵）
  - 作詞 - 一倉宏 / 作曲・編曲 - 菅野よう子
5. 0-G Love
  - 歌 - グレイス・オコナー（井上喜久子）×レオン三島（杉田智和）
  - 作詞 - 阿佐茜 / 作曲 - 羽田健太郎 / 編曲 - 岩崎文紀
6. 突撃ラブハート（ボビー非乱入バージョン）
  - 歌 - オズマ・リー（小西克幸）×キャサリン・グラス（小林沙苗）
  - 作詞 - K.INOJO / 作曲 - 河内淳貴 / 編曲 - 根岸貴幸
7. 小白竜
  - 歌 - 早乙女アルト（中村悠一）× ブレラ・スターン（保志総一朗）
  - 作詞 - 阿佐茜 / 作曲 - 羽田健太郎 / 編曲 - 根岸貴幸
8. アイモ〜鳥のひと
  - 歌 - マオ・ノーム（南里侑香）×シェリル・ノーム starring May'n
  - 作詞 - Gabriela Robin 、坂本真綾 / 作曲・編曲 - 菅野よう子
9. ライオン（大クラン×小クランバージョン）
  - 歌 - 大クラン（豊口めぐみ）×小クラン（豊口めぐみ）
  - 作詞 - Gabriela Robin / 作曲・編曲 - 菅野よう子
10. Friends -時空を越えて-
  - 歌 - リン・ミンメイ（飯島真理） ×ミレーヌ・ジーナス（櫻井智）
  - 作詞・作曲 - 飯島真理 / 編曲 - 飯島真理、 James Studer

### マクロス40周年記念超時空コラボアルバム デカルチャー!! ミクスチャー!!!!!
2022年4月6日発売。『マクロスF』と『マクロスΔ』のクロスオーバーアルバム。

### マクロスF オールタイムベストアルバム「娘々グレイテスト☆ヒッツ！」
『マクロスF オールタイムベストアルバム「娘々グレイテスト☆ヒッツ！」』（マクロスフロンティア オールタイムベストアルバム ニャンニャングレイテストヒッツ）は、シェリル・ノーム starring May'n / ランカ・リー＝中島愛によるアニメ『マクロスF』のオールタイムベストアルバム。FlyingDogより2025年4月29日発売。
「完全生産限定・デカルチャー特装盤」（VTZL-252）「限定盤」（VTZL-251）「通常盤」（VTCL-60643〜60645）の3種類と、CDから厳選した楽曲をLPレコード3枚組に収録した「アナログ盤」（VTJL-34〜36）が同時発売された。キャラクターデザインの江端里沙によるジャケットイラストを使用したタペストリーが付属する「超時空ファンクラブ・マクロス魂」限定・娘々特盛セット（A）とVICTOR ONLINE STORE限定・娘々特盛セット（B）も販売。
デカルチャー特装盤と限定盤には、アルトの誕生日を祝いシェリルとランカが互いの曲を歌いあうという内容のドラマ&カバーソングCD「デカルチャー歌合戦」、デカルチャー特装盤のみライブダイジェストと「Merry Christmas without You」のメイキングムービーを収録したBlu-ray Disc「娘々クロニクル」とアクリルスタンドも付属する。アナログ盤を除く初回生産分には2025年7月26・27日に開催されるライブ「SANKYO presents マクロスF ギャラクシーライブ☆ファイナル 2025」のチケット先行申込シリアルコードが封入されている。また、アナログ盤を除いて対象店での早期予約特典として「デカルチャー歌合戦」のきっかけを描いたドラマCD「トライアングル・バースデー」が付属する。
このアルバムの発売情報は2024年11月23日に開催されたシェリルの設定上の誕生日を祝うイベント「超時空ファンクラブ マクロス魂 ミーティング 2024.11.23 〜あたし達はシェリル……シェリル・ノームよ。こんなバースデイめったにしないんだからね！〜」で解禁され、ランカの設定上の誕生日である4月29日が発売日となった。
発売日の17時からはイオンモール幕張新都心グランドモール1Fグランドスクエアでシェリル・ノーム starring May'nとランカ・リー＝中島愛が出演する「「娘々グレイテスト☆ヒッツ！」 リリース記念イベント『娘イベ ～キラッ☆バースデー～』」が開催され、YouTubeの「マクロスch」で無料生配信された。

#### 収録曲（娘々グレイテスト☆ヒッツ！）

##### DISC-1 シェリル・ノーム starring May'n
1. Welcome To My FanClub's Night! [3:46]
  - 作詞 - hàl / 作曲・編曲 - 菅野よう子
2. 射手座☆午後九時 Don't be late [5:45]
  - 作詞 - 佐藤大、hàl、Gabriela Robin、マイクスギヤマ / 作曲・編曲 - 菅野よう子
3. ユニバーサル・バニー [5:58]
  - 作詞 - しほり、PA-NON、Gabriela Robin / 作曲・編曲 - 菅野よう子
4. 妖精 [5:16]
  - 作詞 - 真名杏樹・Gabriela Robin / 作曲・編曲 - 菅野よう子
5. インフィニティ [4:09]
  - 作詞 - 岩里祐穂 / 作曲・編曲 - 菅野よう子
6. リーベ〜幻の光 [4:57]
  - 作詞 - 岩里祐穂 / 作曲・編曲 - 菅野よう子
7. What 'bout my star? [5:07]
  - 作詞 - hàl / 作曲・編曲 - 菅野よう子
8. ゴ〜〜ジャス [4:14]
  - 作詞 - Robin Robinson / 作曲・編曲 - 菅野よう子
9. pink monsoon [4:44]
  - 作詞 - Gabriela Robin / 作曲・編曲 - 菅野よう子
10. ふなのり [5:08]
  - 作詞 - Gabriela Robin / 作曲・編曲 - 菅野よう子
11. 禁断のエリクシア [5:20]
  - 作詞 - Gabriela Robin / 作曲・編曲 - 菅野よう子
12. オベリスク [4:49]
  - 作詞 - Gabriela Robin / 作曲・編曲 - 菅野よう子
13. ノーザンクロス [5:14]
  - 作詞 - 岩里祐穂、Gabriela Robin / 作曲・編曲 - 菅野よう子
14. 永遠 [4:20]
  - 作詞 - Gabriela Robin / 作曲・編曲 - 菅野よう子
15. ダイアモンド クレバス [5:55]
  - 作詞 - hàl / 作曲・編曲 - 菅野よう子

##### DISC-2 ランカ・リー＝中島 愛
1. 星間飛行 [3:53]
  - 作詞 - 松本隆 / 作曲・編曲 - 菅野よう子
2. 虹いろ・クマクマ[注 2] [4:54]
  - 作詞 - Gabriela Robin / 作曲・編曲 - 菅野よう子
3. アナタノオト [5:01]
  - 作詞 - 真名杏樹 / 作曲・編曲 - 菅野よう子
4. アイモ [1:34]
  - 作詞 - Gabriela Robin / 作曲・編曲 - 菅野よう子
5. 蒼のエーテル [3:48]
  - 作詞 - 坂本真綾 / 作曲・編曲 - 菅野よう子
6. Songbird [5:14]
  - 作詞 - 銀色夏生 / 作曲・編曲 - 菅野よう子
7. CMランカメドレー [8:19]
  - 「超時空飯店 娘々」CMソング
    - 作詞 - 吉野弘幸 / 作曲・編曲 - 菅野よう子

  - ニンジーン Loves you yeah!
    - 作詞 - 一倉宏 / 作曲・編曲 - 菅野よう子

  - ダイナム超合金
    - 作詞 - 黒河影次 / 作曲・編曲 - 菅野よう子

  - 開拓重機
    - 作詞 - 一倉宏 / 作曲・編曲 - 菅野よう子

  - だるまゼミナール
    - 作詞 - 一倉宏 / 作曲・編曲 - 菅野よう子

  - スターライト納豆
    - 作詞 - 一倉宏 / 作曲・編曲 - 菅野よう子

  - ファミリーマート・コスモス
    - 作詞 - 一倉宏 / 作曲・編曲 - 菅野よう子
8. 私の彼はパイロット [2:48]
  - 作詞 - 阿佐茜 / 作曲 - 羽田健太郎 / 編曲 - 保刈久明、菅野よう子
9. 恋はドッグファイト（FIRST LIVE in アトランティスドーム） [5:09]
  - 作詞 - 黒河影次 / 作曲・編曲 - 菅野よう子
10. ランカとBrand New Peach [3:59]
  - 作詞 - Robin Robinson / 作曲・編曲 - 菅野よう子
11. ねこ日記 [4:20]
  - 作詞 - 一倉宏 / 作曲・編曲 - 菅野よう子
12. そうだよ。 [4:00]
  - 作詞 - 坂本真綾、Gabriela Robin / 作曲・編曲 - 菅野よう子
13. 放課後オーバーフロウ [5:31]
  - 作詞 - Gabriela Robin / 作曲・編曲 - 菅野よう子
14. ホシキラ [4:48]
  - 作詞 - Gabriela Robin / 作曲・編曲 - 菅野よう子
15. 愛・おぼえていますか [4:59]
  - 作詞 - 安井かずみ / 作曲 - 加藤和彦 / 編曲 - 菅野よう子

##### DISC-3 シェリル・ノーム starring May'n / ランカ・リー＝中島 愛
1. ライオン [5:06]
  - 作詞 - Gabriela Robin / 作曲・編曲 - 菅野よう子
2. What 'bout my star?@Formo [4:47]
  - 作詞 - hàl / 作曲・編曲 - 菅野よう子
3. Good job! [4:14]
  - 作詞 - Robin Robinson / 作曲・編曲 - 菅野よう子
4. 時の迷宮 [7:49]
  - 作詞 - 菅野よう子、児玉雨子 / 作曲・編曲 - 菅野よう子
5. サクリファイス [4:09]
  - 作詞 - Gabriela Robin / 作曲・編曲 - 菅野よう子
6. タブレット [5:03]
  - 作詞 - Gabriela Robin / 作曲・編曲 - 菅野よう子
7. サイレントでなんかいられない [4:47]
  - 作詞 - 一倉宏 / 作曲・編曲 - 菅野よう子
8. トライアングラー (fight on stage) [5:01]
  - 作詞 - Gabriela Robin / 作曲・編曲 - 菅野よう子
9. インフィニティ #7 [4:10]
  - 作詞 - 岩里祐穂 / 作曲・編曲 - 菅野よう子
10. サヨナラノツバサ 〜the end of triangle [7:22]
  - 作詞 - Gabriela Robin、河森正治 / 作曲・編曲 - 菅野よう子
11. Get it on 〜光速クライmax [4:21]
  - 作詞 - Gabriela Robin（「光速クライMAX」）、Tim Jensen / 作曲・編曲 - 菅野よう子
12. dシュディスタb [5:42]
  - 作詞 - hàl / 作曲・編曲 - 菅野よう子
13. Merry Christmas without You [6:12]
  - 作詞 - 山田稔明 / 作曲・編曲 - 菅野よう子
14. SMS小隊の歌〜あの娘はエイリアン [1:01]
  - 歌 - SMSのみなさん
  - 作詞 - 黒河影次 / 作曲・編曲 - 菅野よう子

#### 特典（娘々グレイテスト☆ヒッツ！）

##### NYAN NYAN CHRONICLE -娘々クロニクル-
- LIVE MEMORIES -ライブダイジェスト-
  - 2008.7.27 マクロスF 超時空スーパーライブ デビュー！ ランカ・リー with シェリル・ノーム at Zepp Tokyo
  - 2008.10.13 マクロスF ギャラクシーツアー FINAL at パシフィコ横浜
  - 2008.11.5 マクロスF ギャラクシーツアー FINAL in ブドーカン at 日本武道館
  - 2010.12.22 マクロスF 超時空スーパーライブ 〜Merry Christmas without You〜 at 日本武道館
  - マクロスF ギャラクシーライブ 2021［リベンジ］ 〜まだまだふたりはこれから！ 私たちの歌を聴け!!〜 at 幕張メッセイベントホール / 神戸ワールド記念ホール
- 超時空ファンクラブ マクロス魂 ミーティング 2024.11.23 〜あたし達はシェリル…シェリル・ノームよ。こんなバースデイめったにしないんだからね！〜 ダイジェストムービー
- 「Merry Christmas without You」録音風景メイキングムービー シェリル・ノーム starring May'n/ランカ・リー＝中島 愛 frontier stars

##### BONUS DISC「デカルチャー歌合戦」
1. ドラマ [4:13]
2. ギラギラサマー(^ω^)ノ (Ranka cover) [5:01]
  - 作詞 - Gabriela Robin、富永恵介 / 作曲・編曲 - 菅野よう子
3. ドラマ [0:16]
4. 恋はドッグファイト (Sheryl cover) [5:07]
  - 作詞 - 黒河影次 / 作曲・編曲 - 菅野よう子
5. ドラマ [1:04]
6. CMシェリル [3:31]
  - 「超時空飯店 娘々」CMソング
    - 作詞 - 吉野弘幸 / 作曲・編曲 - 菅野よう子

  - ダイナム超合金
    - 作詞 - 黒河影次 / 作曲・編曲 - 菅野よう子

  - だるまゼミナール
    - 作詞 - 一倉宏 / 作曲・編曲 - 菅野よう子

  - ニンジーン Loves you yeah!
    - 作詞 - 一倉宏 / 作曲・編曲 - 菅野よう子
7. ドラマ [0:43]
8. pink monsoon (Ranka cover) [4:42]
  - 作詞 - Gabriela Robin / 作曲・編曲 - 菅野よう子
9. ドラマ [1:20]
10. 天使になっちゃった (Ranka cover) [4:16]
  - 作詞 - Gabriela Robin / 作曲・編曲 - 菅野よう子
11. ドラマ [0:31]
12. Songbird (Sheryl cover) [5:14]
  - 作詞 - 銀色夏生 / 作曲・編曲 - 菅野よう子
13. ドラマ [2:53]

出演
- 早乙女アルト - 中村悠一
- シェリル・ノーム - 遠藤綾
- ランカ・リー - 中島愛
- カラオケ屋店員 - 杉山優斗

スタッフ
- 脚本 - 吉野弘幸

##### 早期予約特典ドラマCD「トライアングル・バースデー」
出演
- 早乙女アルト - 中村悠一
- シェリル・ノーム - 遠藤綾
- ランカ・リー - 中島愛
- ハンバーガー屋店員 - 田中啓太郎
- 客 - 山本悠有希、伊藤さよ子、秋山実咲、杉山優斗

スタッフ
- 脚本 - 吉野弘幸

## ドラマCD

### 娘ドラ◎
2009年4月8日から2009年7月8日にかけて発売された全4巻のドラマCD。各巻には「超時空デュエット」と称する、『マクロスF』の登場人物が「マクロスシリーズ」の楽曲をカヴァーしたデュエットソングを併せて収録している。

## ライブ・ビデオ

### マクロスF ギャラクシーツアーFINAL in ブドーカン
『マクロスF ギャラクシーツアーFINAL in ブドーカン』（マクロスフロンティア ギャラクシーツアーファイナル イン ブドーカン）は、アニメ『マクロスF』のライブDVD、Blu-ray Disc (BD)。DVD版は2009年10月30日にムービックより、BD版は2009年11月27日にバンダイビジュアルより発売された。
2008年11月5日に日本武道館で開催されたライブイベント「マクロスF ギャラクシーツアー FINAL こんなサービスめったにしないんだからね in ブドーカン☆」の模様を収録している。 出演者はMay'n、中島愛、菅野よう子ほか。DVD、BDともに2枚組で、映像特典として「マクロスF 超時空スーパーライブ Zepp Tokyo」と「マクロスF ギャラクシーツアーFINAL@パシフィコ横浜」のダイジェストおよび、May'nと中島によるコメンタリー付きのドキュメント映像を収録。

#### 収録映像（ギャラクシーツアーFINAL）

##### マクロスF ギャラクシーツアー FINAL in ブドーカン（収録映像）
1. Frontier 2059 〜 プロローグ 〜 2人のダイアモンド
2. 始動 〜 What 'bout my star? @Formo
3. 娘々スターティングメドレー
4. ニンジーン Loves you yeah!
5. アナタノオト
6. 私の彼はパイロット
7. TALK 1
8. ねこ日記
9. 星間飛行
10. 射手座☆午後九時Don't be late
11. Welcome To My FanClub's Night!
12. ノーザンクロス
13. ランカのアイモ
14. シェリルのアイモ
15. アイモ O.C.
16. インフィニティ
17. 追憶のトランペット
18. 蒼のエーテル
19. ダイアモンド クレバス
20. 妖精（アコースティック）
21. 愛・おぼえていますか（ブドーカンスペシャル）
22. フォールドout 〜 真空へ！フライングギター
23. 娘々サービスメドレー（ブドーカンスペシャル）

##### ENCORE
1. Private Army
2. ライオン
3. 射手座☆午後九時Don't be late（アンコールバージョン）
4. 星間飛行
5. TALK 2
6. アナタノオト
7. SMS小隊の歌〜あの娘はエイリアン
8. High School Life
9. Piano with May'n and Megumi
10. Piano solo

### マクロスF 超時空スーパーライブ cosmic nyaan コズミック娘
『マクロスF 超時空スーパーライブ cosmic nyaan コズミック娘』（マクロスフロンティア ちょうじくうスーパーライブ コズミックニャーーーン）は、アニメ『マクロスF』のライブBlu-ray Disc (BD)・DVD。Flying Dogより2011年11月23日に発売された。
2010年12月22日に日本武道館、同年12月24日に神戸ポートアイランドホールで開催されたライブイベント「マクロスF 超時空スーパーライブ 〜Merry Christmas without You〜」の模様を収録。出演者はランカ・リー＝中島愛、シェリル・ノーム starring May'n、中村悠一、遠藤綾、豊口めぐみほか。BD版は本編BD1枚と特典DVD1枚、DVD版は2枚組。
2011年11月6日には、TOKYO MXとKBS京都でダイジェスト番組『マクロスF 超時空スーパーライブ コズミック娘（ニャーーーン）-娘（ニャン）チラ♂スペシャル-』が放映された。

#### 収録映像（コズミック娘）
以下はBD版の構成。DVD版は「天使になっちゃった」以降と映像特典を2枚目に収録。

##### #1
1. christmas day in 大統領補佐官執務室。
2. 宇宙のピアノ / 菅野よう子
3. Merry Christmas without You / シェリル・ノーム starring May'n、ランカ・リー＝中島愛
4. ランカの「くつしたのうた。」 / ランカ・リー＝中島愛
5. episode1
6. ユニバーサル・バニー / シェリル・ノーム starring May'n
7. 射手座☆午後九時Don't be late / シェリル・ノーム starring May'n
8. サイレントでなんかいられない / シェリル・ノーム starring May'n、ランカ・リー＝中島愛
9. 会えないとき / シェリル・ノーム starring May'n
10. episode2
11. アナタノオト / ランカ・リー＝中島愛
12. CMランカメドレー / ランカ・リー＝中島愛
13. 恋はドッグファイト / ランカ・リー＝中島愛
14. 虹いろ・クマクマ / ランカ・リー＝中島愛
15. episode3
16. タブレット / シェリル・ノーム starring May'n、ランカ・リー＝中島愛
17. リーベ〜幻の光 / シェリル・ノーム starring May'n
18. 放課後オーバーフロウ / ランカ・リー＝中島愛
19. そうだよ。 / ランカ・リー＝中島愛
20. オベリスク / シェリル・ノーム starring May'n
21. インフィニティ / シェリル・ノーム starring May'n
22. 天使になっちゃった / シェリル・ノーム starring May'n
23. episode4
24. Songbird / ランカ・リー＝中島愛
25. 永遠 / シェリル・ノーム starring May'n
26. ライオン / シェリル・ノーム starring May'n、ランカ・リー＝中島愛
27. Merry Christmas without You / frontier stars
28. TFD
29. ギラギラサマー(^ω^)ノ / シェリル・ノーム starring May'n
30. 星間飛行 / ランカ・リー＝中島愛
31. MC
32. Merry Christmas without You / frontier stars
33. 宇宙のピアノ〜カウントダウン〜フォールド / 菅野よう子

##### #2
1. 2010/11/30 リハーサル
2. 2010/12/22 日本武道館
3. 2010/12/24 神戸ポートアイランドホール
4. 2010/12/24 ダイアモンド クレバス in Kobe

### マクロスF ギャラクシーライブ 2021［リベンジ］〜まだまだふたりはこれから！私たちの歌を聴け!!〜
『マクロスF ギャラクシーライブ 2021［リベンジ］〜まだまだふたりはこれから！私たちの歌を聴け!!〜』（マクロスフロンティア ギャラクシーライブ2021 リベンジ まだまだふたりはこれから わたしたちのうたをきけ）は、アニメ『マクロスF』のライブBlu-ray Disc (BD) 。Flying Dogより2022年6月22日発売。出演はシェリル・ノーム Starring May'n、ランカ・リー＝中島愛。
2021年11月9日・10日に開催された『マクロスF』単独イベント「マクロスF ギャラクシーライブ 2021［リベンジ］」の2日目の模様を収録している。通常盤のほかに、特典ディスクが付属する「限定盤」に加え、「娘ドラ◎2022＋LIVE SELECTION」CDとバックステージパス風ネックストラップを同梱した「ゴ〜〜ジャス盤」が発売された。
6月4日には本ディスクを観賞できるライブビューイングが中島による舞台挨拶付きで開催され、6月18日にはフライングドッグ Official YouTube ChannelでMay’nと中島が出演する特別番組が生配信された。

#### 収録映像（ギャラクシーライブ 2021）

##### 本編
1. OPENING / Prologue F
2. トライアングラー (fight on stage)
3. Welcome To My FanClub’s Night!
4. ユニバーサル・バニー
5. 射手座☆午後九時Don’t be late
6. 星間飛行
7. アナタノオト
8. 虹いろ・クマクマ
9. What 'bout my star? @Formo
10. ライオン
11. MC
12. タブレット
13. アイモ
14. Songbird
15. 妖精
16. [VENTILATION TIME]
17. ノーザンクロス
18. ダイアモンド クレバス
19. 放課後オーバーフロウ
20. 娘々FINAL ATTACK フロンティア グレイテスト☆ヒッツ！（ノーザンクロス〜虹いろ・クマクマ〜ライオン（愛・おぼえていますか）〜ユニバーサル・バニー〜オベリスク）
21. サヨナラノツバサ 〜the end of triangle
22. ホシキラ
23. dシュディスタb
24. MC
25. 時の迷宮
26. ENDING -SMS小隊の歌-
27. ENDROLL

##### 特典
- 11月9日（火）幕張イベントホール公演・日替わり曲（「蒼のエーテル」「リーベ〜幻の光」「オベリスク」）
- 11月23日（火・祝）神戸ワールド記念ホール公演・日替わり曲（「禁断のエリクシア」「CMランカメドレー（ニンジーン Loves you yeah!〜ダイナム超合金〜だるまゼミナール〜スターライト納豆〜ファミリーマート・コスモス）」「そうだよ。」「天使になっちゃった」「永遠」）
- バックステージスペシャルメイキング映像
- インタビュー映像（May’n・中島愛・佐々木史朗）

ほか

##### 「娘ドラ◎2022＋LIVE SELECTION」CD
ドラマパートの出演者は中村悠一（早乙女アルト）、遠藤綾（シェリル・ノーム）、中島愛（ランカ・リー）、井上喜久子（グレイス・オコナー）、桑島法子（松浦ナナセ）、山田親之條（ライブスタッフ）。
1. ドラマ1
2. トライアングラー (fight on stage)
3. 射手座☆午後九時Don’t be late
4. 星間飛行
5. ライオン
6. Songbird
7. 天使になっちゃった
8. サヨナラノツバサ 〜the end of triangle
9. dシュディスタb
10. ドラマ2
11. 時の迷宮
12. ドラマ3

## ミュージック・クリップ

### 娘クリ Nyan×2 Music Clip
2010年12月15日に発売された、アニメーションによるミュージック・クリップを収録したBD、DVD。

## 関連商品
マクロスF（フロンティア） ミニCDコレクション
バンダイのカプセルトイ「ガシャポン」の一種として2025年8月第2週より販売。『cosmic cuune』「ダイアモンド クレバス/射手座☆午後九時 Don't be late」「星間飛行」「ライオン」『マクロスF（フロンティア）O.S.T.1 娘フロ。』『マクロスF（フロンティア）O.S.T.2 娘トラ☆』『マクロスF（フロンティア）VOCAL COLLECTION 娘たま♀』のジャケットを再現した7種類からなり、封入された二次元コードで実際に楽曲を聴くことも可能。